# Premio John von Neumann de Hungría
 El Premio John von Neumann, que lleva el nombre de John von Neumann, es otorgado anualmente por el Rajk László College for Advanced Studies ( Budapest, Hungría ), a un destacado estudioso de las ciencias sociales exactas, cuyas obras hayan tenido una influencia sustancial durante un largo período de tiempo sobre los estudios y la actividad intelectual de los estudiantes de la universidad. El premio se estableció en 1994 y se otorga anualmente. En 2013, Kenneth J. Arrow recibió el Premio Honorífico John von Neumann por separado del premio anual. 
Este premio se diferencia de otros premios científicos sobre la base de que es otorgado por estudiantes. Los estudiantes seleccionan a los nominados y votan por el ganador del premio en la Asamblea del Colegio después de una revisión y debate sobre los nombres seleccionados. 

## Destinatarios
Fuente: Rajk László College of Advanced Studies
| Año  | Premiado             | Institución                            | Nacionalidad              |
| ---- | -------------------- | -------------------------------------- | ------------------------- |
| 1995 | John Harsanyi        | UC Berkeley                            | Bandera de Estados Unidos |
| 1996 | Hal Varian           | University of Michigan                 | Bandera de Estados Unidos |
| 1997 | János Kornai         | Harvard University; Collegium Budapest | Bandera de Hungría        |
| 1998 | Jean Tirole          | Toulouse School of Economics           | Bandera de Francia        |
| 1999 | Oliver E. Williamson | UC Berkeley                            | Bandera de Estados Unidos |
| 2001 | Avinash K. Dixit     | Princeton University                   | ;                         |
| 2002 | Jon Elster           | Columbia University                    | Bandera de Noruega        |
| 2003 | Maurice Obstfeld     | UC Berkeley                            | Bandera de Estados Unidos |
| 2004 | Gary Becker          | University of Chicago                  | Bandera de Estados Unidos |
| 2005 | Glenn Loury          | Brown University                       | Bandera de Estados Unidos |
| 2006 | Matthew Rabin        | UC Berkeley                            | Bandera de Estados Unidos |
| 2007 | Daron Acemoglu       | MIT                                    | Bandera de Estados Unidos |
| 2008 | Kevin M. Murphy      | University of Chicago                  | Bandera de Estados Unidos |
| 2009 | Philippe Aghion      | Harvard University                     | Bandera de Francia        |
| 2010 | Tim Besley           | London School of Economics             | Bandera del Reino Unido   |
| 2011 | Joshua Angrist       | MIT                                    | Bandera de Estados Unidos |
| 2012 | Olivier Blanchard    | MIT                                    | Bandera de Francia        |
| 2013 | Esther Duflo         | MIT                                    | ;                         |
| 2013 | (1) Kenneth J. Arrow | Stanford University                    | Bandera de Estados Unidos |
| 2014 | Emmanuel Saez        | UC Berkeley                            | ;                         |
| 2015 | Matthew O. Jackson   | Stanford University                    | Bandera de Estados Unidos |
| 2016 | Alvin E. Roth        | Stanford University                    | Bandera de Estados Unidos |
| 2017 | Richard H. Thaler    | University of Chicago                  | Bandera de Estados Unidos |
| 2018 | Dani Rodrik          | Harvard University                     | Bandera de Estados Unidos |
| 2019 | Susan Athey          | Stanford University                    | Bandera de Estados Unidos |

(1) Recibió el Premio honorífico. 